# 富蘭克林研究所
富蘭克林研究所（英語：Franklin Institute）是位於美國費城的一個科學博物館和科學教育研究中心。富蘭克林研究所的名稱來自於美國科學家、政治家本傑明·富蘭克林。富蘭克林研究所成立於1824年，是美國歷史最悠久的科學教育和發展機構之一。

## 科學中心
富蘭克林研究所科學中心最知名的部分是富蘭克林研究所科學館。本傑明·富蘭克林所著的探究與發現精神，富蘭克林研究所科學館的使命激發了對科學技術學習的認識和激情。在其展覽中，科學博物館還擁有莱特兄弟工作間的最大的文物收藏品。

## 本傑明·富蘭克林國家紀念館
本傑明·富蘭克林國家紀念館設有一個20英尺（6.1米）的高大理石雕像，由詹姆斯·厄爾·弗雷澤（James Earle Fraser）雕刻。 該紀念碑於1938年開放，由建築師約翰·溫瑞姆（John Windrim）設計，並參考了羅馬萬神殿的設計。大廳的長度，寬度和高度為82英尺（25米）。 圓頂天花板是自支撐的，重達1600噸。

## 獎項
自1824年以來，富蘭克林研究院在美國持續獲得最長的科技獎勵計劃，是世界上最古老的科學獎。